# 黄志龍 (物理学者)
黄 志龙（こう しりゅう、中国語読み：ファン・チーロン、1965年6月 - ）は、中華人民共和国の物理学者（専攻：力学）。浙江大学の教授であり、火力発電所設計の第一人者。

## 経歴・人物
1989年、北京大学大学院を卒業。同年浙江大学に講師として採用される。エネルギー研究所、力学研究所、香港理工大学出向研究員などを経て、2002年、教授になる。航空学・宇宙学を担当し、また力学研究所の常務として長期にわたり従事している。
これまでに60編近くの論文を発表しており、政府の公共事業である火力発電所の設計にも携わった。2005年には博士号を取得している。ハミルトン力学に関する論文では中国で表彰を受けた。